# Никола Петровић (историчар)
Никола Петровић (Нови Сад, 31. март 1910 — Београд, 1997) био је машински инжењер, учесник Народноослободилачке борбе и научни сарадник Историјског института Српске академије наука и уметности.

## Биографија
Рођен је 31. марта 1910. године у Новом Саду, у трговачкој породици. После завршене основне школе и гимназије, отишао је на студије у Праг. За време студија повезао се са студентима-комунистима из Југославије. У то време у Прагу је постојао технички пункт КП Југославије који је имао веома развијену делатност. У чланство Савеза комунистичке омладине Југославије је примљен 1930, а у чланство Комунистичке партије Југославије 1932. године.
После завршених студија, одбио је предлог Мустафе Голубића да оде на усавршавање у Москву и одлучио је да се врати у Југославију и ради на обнављању партијских ћелија, које су биле разбијене током шестојануарске диктауре краља Александра Карађорђевића. По повратку у земљу најпре је дошао у Нови Сад, а јануара 1935. је прешао у Београд.
Преко свог блиског пријатеља са студија, композитора Војислава Вучковића, ступио је у контакт са Веселином Маслешом и месном партијском организацијом. У Београд су и запослио. Најпре је радио у фирми „Лаборитас“, која се бавила увозом машина из иностранства, а потом у предузећу за монтажу лифтова „Штиглер“. Године 1936. је постао генерални секретар Југословенско-чехословачке привредне коморе. Активно је сарађивао и у листу „Наша стварност“, који је био наклоњен комунистима. Марта 1938. године заједно са Милованом Ђиласом и Радованом Зоговићем, састао у стану Војислава Вучковића, са тада новоизабраним генералним секретаром КПЈ Јосипом Брозом Титом. Исте године постављен је за члана Агитпроп комисије при Покрајинском комитету КПЈ за Србију.
Године 1939. после Немачке окупације Чехословачке, у Краљевину Југославију је илегално дошао Јан Шверма, члан Политбироа Централног комитета КП Чехословачке. Пошто је Николу познавао још са његових студија у Прагу, одсео је у његовом стану у Добрачиној улици. Априла 1940. године, Никола је, као члан технике ЦК КПЈ за одржавање веза са представницима других Комунистичких партија, отпутовао у Чехословачку, пошто је руководство КП Чехословачке прешло у илегалност и изгубило сваку везу са Москвом и Коминтерном. После доласка у Праг, Никола је најпре ступио у везу са Зором Гаврић, која је раније радила у техничком пункту КПЈ, и преко ње успео да ступи у везу са Виктором Синеком, секретаром илегалног партијског руководства чиме је успостављена веза.
После доласка у Београд, Јосип Броз Тито је средином маја исте године Николу Петровића упутио са специјалним задатаком у Москву. После дужих припрема и застоја у путу, Никола и његова супруга Мара стигли су у Москву, 10. октобра 1940. године. У коферу, с дуплим дном, однео је тада поверљива документа, која је предао Коминтерни. Током боравка у Москви сусрео се са многим личностима: шефом за везу Коминтерне Соркином, немачким револуционаром Вилхелмом Пиком, Палмиром Тољатијем, Рајмоном Гиоом, секретаром Комунистичке омладинске интернационале и Димитријем Мануилским, шефом политичког секретеријата Коминтерне. После повратка из Совјетског Савеза, био је ухапшен, али је услед недостака доказа пуштен.

### Други светски рат
Напад Сила Осовине на Краљевину Југославију, затекао га је у Новом Саду, где је убрзо укључен у Покрајински комитет КПЈ за Војводину. После напада Немачке на СССР, 22. јуна 1941. године, прешао је у илегалност. На иницијативу секретара Војне комисије, при Покрајинском комитету, Радивоја Ђирпанова, остао у Новом Саду и преузео руковођење Агитпропом. После Новосадске рације, јануара 1942. године, успео је да избегне стрељње и прешао на ослобођену територију у Срему.
Када је јануара 1943. године, Јован Веселинов формирао нови Покрајински комитет КПЈ за Војводину, Никола је постављен за секретара Обласног комитета КПЈ за Бачку и Банат. На другом заседању АВНОЈ-а, 29. новембра 1943. године у Јајцу, у одсуству је изабран за члана Председништва АВНОЈ-а. Августа 1944. године, енглеска војна мисија га је пребацила из Срема за Бари, а потом на острво Вис, где се тада налазио Врховни штаб НОВ и ПОЈ.
Септембра 1944. године уаједно са маршалом Титом прешао је са Виса у Румунију, одакле је послат у Букурешт да преузме посланства Краљевине Југославије и НДХ. Када је, октобра 1944. године, формирана Војна управа за Банат, Бачку и Барању за команданта је постављен генерал Иван Рукавина, а за Никола политичког комесара. Фебруара 1945. године изабран је за члана Националног комитета ослобођења Југославије, а у том својству је боравио у Њујорку где је водио преговоре са Ројом Нендриксоном, замеником администрације УНРЕ са којим је склопио споразум о помоћи Југославији.
Када је 7. марта 1945. године формирана Привремена влада Демократске Федеративне Југославије именован је за министра спољне трговине. Налазио се и у саставу делегације (коју су чинили: Јосип Броз Тито, Иван Шубашић, Милован Ђилас и Бане Андрејев), која је априла 1945. године отпутовала у прву званичну посету Совјетском Савезу. Тада се сусрео са министром Анастасом Микојаном, Вјачеславом Молотовим и Јосифом Стаљином.

### Информбиро и остатак живота
После проглашења Федеративне Народне Републике Југославије, новембра 1945. године, био је најпре министар сппољне трговине, а потом министар електропривреде и министар машинства. Јула 1951. године искључен је из КП Југославије у вези ставова око Резолуције Информбироа.
После повлачења из политичког живота посветио се историји. Најпре је радио у Документационом центру Института за водопривреду „Јарослав Черни“. Почетком шездесетих година примљен је за стручног сарадника у Историјском институту САНУ. 
Посебно се интересовао за Револуцију из 1848. године и њене одјеке.
Био је ожењен Маром Поповић, ћерком Даке Поповића првог бана Дунавске бановине и рођеном сестром новинара и дипломате Душана Поповића. Умро је 1997. године у Београду.
Носилац је Партизанске споменице 1941. и других југословенских одликовања.

## Дела
Написао је књиге: 
- Јован Стефановић Виловски и његов стручни рад на науци о водама 1954.
- Из историје хидротехнике и грађевинарства 1960.
- Светозар Милетић 1958.
- Око Светозара Милетића и после њега 1964.
- Народна странка 1968.
- Темишварски сабор 1790. 1972.